# Света Троица (Фращани)
Вижте пояснителната страница за други значения на Света Троица.
„Света Троица“ (на гръцки: Αγίας Τριάδος) е възрожденска православна църква в Горната махала на сярското село Фращани (Орини), Гърция, част от Сярската и Нигритска епархия. Църквата е енорийски храм.
Църквата е построена в първата половина на XIX век, като точната дата е неизвестна. В архитектурно отношение църквата е трикорабна базилика с нартекс на запад и юг. Църквата има ценни икони от средата на XIX век.
В енорията влизат и църквите „Света Параскева“ и „Възнесение Господне“.